# دونا جاي ستون
دونا جاي ستون (بالإنجليزية: Donna J. Stone)‏ (23 فبراير 1933 - 12 ديسمبر 1994)؛ كاتِبة وشاعرة أمريكية.